# Филадельфия (Италия)
Филадельфия (итал. Filadelfia) — коммуна в Италии, располагается в регионе Калабрия, в провинции Вибо-Валентия.
Население составляет 5810 человек (2008 г.), плотность населения составляет 193 чел./км². Занимает площадь 30 км². Почтовый индекс — 89814. Телефонный код — 0968.
Покровительницей коммуны почитается святая великомученица Варвара, празднование 4 декабря.

## Демография
Динамика населения:

## Администрация коммуны
- Официальный сайт: http://www.comune.filadelfia.vv.it